# Drodesera Festival
Il  Drodesera Fies Festival è una manifestazione di teatro italiana.

## Storia del festival
Il festival nasce nel 1980 nei cortili e nelle case del paese di Dro, per spostarsi poi nel 2000 negli spazi della centrale idroelettrica di Fies (in parte ancora in funzione), grazie a Hydro Dolomiti Enel, e oggi centro di produzione di alcune delle più interessanti compagnie di teatro e performing art italiane. Il festival, che si svolge tra giugno e luglio, ha presentato negli anni una selezione di artisti di notevole spessore, con compagnie del teatro contemporaneo, teatro di ricerca e performing art nazionale ed internazionale.
Nel 2007/08 gli viene dato il Premio Speciale dal Premio Ubu diretto da Franco Quadri,  “per il crescente  impegno nel configurarsi come emblematico crocevia di diverse  generazioni di artisti e come luogo di confronto in cui far maturare  un'esperienza di ricerca di formazioni anche molto giovani”.